# Золотий грамофон
«Золотий грамофон» — одна з найголовніших церемоній музичних нагород Росії. Була заснована радіостанцією «Русское радио» та проводиться щорічно з 1996.

## Про премію
У грудні 1995 в ефірі «Русского радио» починає своє мовлення радіопередача «Золотий грамофон», яка тоді ще називалася «Російська Гірка». Вона представляла 12 пісень, які найчастіше замовлялися в ефірі самої радіостанції за допомогою дзвінків, листів та сервісу пейджингового зв'язку (SMS-портал у радіостанції з'явився 2004 року). Ведучим програми був Гліб Дєєв — ще відомий на «Русском радио» як «людина-будильник».
З 20 лютого 1999 в «Золотого грамофона» починається новий етап. Саме в той день припиняє своє існування «Російська Гірка», і стартує відомий хіт-парад «Золотий Грамофон». На відміну від програми «Російська гірка», яка представляла 12 найкращих пісень тижня, «Золотий грамофон» вирішив визначати 20 найкращих. Першим ведучим програми був Гліб Дєєв, йому допомагали Олексій Кортнєв та Валдіс Пельш. З 2000 по 2001 рік програму вів Борис Корабльов (в цей час у Андрія Чижова була програма-пародія «Золотий унітаз»). З 2001 по 2003 рік програму вів Андрій Чижов. З 2003 по 2007 рік ведучим програми став Олександр Карлов. З 2007 року по теперішній час програму веде Роман Ємельянов.
Для того, щоб отримати премію, пісня виконавця повинна протриматися в топ-листі 20 і більше тижнів. Імена лауреатів оголошуються на самій церемонії, після того як вони були обрані під впливом слухачів «Русского Радио». Грамофони вручаються щороку в Москві, в Державному Кремлівському палаці, і в Санкт Петербурзі на день пізніше, в СКК «Льодовий палац». Артистів нагороджують представники найрізноманітніших професій — люди з телебачення, актори театру або кіно, представники політичних кіл і т. ін. За час існування премії з'явився термін «вручант», що позначає тих людей які нагороджують артистів «грамофонами».
В 2003 з появою інтернет-голосування, володарів статуеток крім слухачів «Русского радио», могли визначати і глядачі «Першого каналу». Так, із серпня 2003 по грудень 2005 року існував телевізійний інтерактивний хіт-парад в прямому ефірі «Золотий грамофон на Першому». Перший випуск провели Алла Довлатова та Дмитро Оленін, далі їх змінили Аврора та Єгор Дружинін, а їх співведучими були Микола Фоменко та Марія Голубкіна. Пізніше «Золотий грамофон» вів Андрій Малахов із запрошеними артистами (іноді в парі з Яною Чуриковою). В одному з випусків його замінив Іван Ургант.
Протягом багатьох років, рішенням організаторів всі виконавці виступали виключно під фонограму, проте з часом було позитивно сприйнято живе виконання. Вперше випадок стався 1999 року, коли група Чайф виконала наживо хіт «Аргентина-Ямайка 5:0». 2000 року живцем виступили колективи Танці Мінус та Жуки. У наступному, 2001 році, цей список поповнили Бі-2, Сплин та ДеЦл. 2011 року Олена Ваєнга імпровізувала свій номер, виконавши пісню «Шопен» під акомпанемент фортепіано Віктора Дробиша. Роками пізніше, деякі з артистів також виступали наживо, у тому числі Dan Balan, Йолка, Дмитро Колдун, Аніта Цой, Валерій Меладзе, Нюша, Бьянка та багато інших.
Під час проведення премії, вона транслюється одночасно в прямому ефірі «Русского радио» і на офіційному сайті радіостанції. Теле-версія премії щорічно виходить на «Першому каналі» перед новорічними святами. Також повтори виходили на «РЕН ТВ», «П'ятому каналі» та «ТВ3».

## Виробництво статуеток
«Золотий грамофон» являє собою статуетку з срібла та золота, встановлену на платформі з оптичного скла з лазерним гравіюванням. Всі «грамофони» створюються командою з 20 майстрів-ювелірів, причому всі деталі ретельно обробляються вручну протягом декількох днів. На створення однієї статуетки йде 110 грамів срібла 925-ї проби. Готова фігурка покривається золотом 999,9-ї проби товщиною 10 мікрон. Платформа, на якій блищить музичний приз, важить 1,088 кг.

## Кількість нагород
Рекордсмени по сумарному числу нагород на листопад 2018:
- Філіп Кіркоров — 23 статуетки (1996-2018 роки)
- Микола Басков — 15 статуеток
- Валерій Меладзе — 14 статуеток
- Григорій Лепс — 14 статуеток
- Валерія — 13 статуеток
- Христина Орбакайте — 12 статуеток
- «Любе» — 12 статуеток
- Софія Ротару — 12 статуеток (2003-2017)
- «ВІА Гра» — 10 статуеток
- Леонід Агутін — 10 статуеток
- Дмитро Маліков — 10 статуеток
- «Иванушки International» — 9 статуеток
- Ані Лорак — 9 статуеток
- Стас Міхайлов — 9 статуэток (2009-2017)
- Жасмін — 9 статуеток
- Стас П'єха — 9 статуеток
- Алла Пугачова — 8 статуеток
- Віра Брежнєва — 8 статуеток
- Зара — 8 статуеток
- «Дискотека Авария» — 8 статуеток
- Діма Білан — 8 статуеток
- «Блестящие» — 8 статуеток
- Аніта Цой — 8 статуеток
- Анжеліка Варум — 7 статуеток
- Глюкоза — 7 статуеток
- Йолка — 7 статуеток
- «Градуси» — 7 статуеток
- «Руки Вверх!» — 7 статуеток
- МакSим — 7 статуеток